# セニガッリアの聖母
『セニガッリアの聖母』(セニガッリアのせいぼ、伊: Madonna di Senigallia) は、イタリア・ルネサンスの巨匠ピエロ・デッラ・フランチェスカによる絵画で、1474年ごろに完成した。ウルビーノのドゥカーレ宮にあるマルケ国立美術館にある。

## 歴史
小さなサイズは、絵画が私的な祈祷のために意図されたことを示している。セニガッリア（マルケ）のすぐ外部にあるサンタ・マリア・デッレ・グラツィエのフランシスコ会修道院の教会で1822年に初めて注目され、現在の名称が付けられた。セニガッリアの土地は、フェデリーコ・ダ・モンテフェルトロによってシジスモンド・マラテスタから奪われたが、2人の人物は、ともに画家の常連の依頼主であった。絵画の委嘱は、1474年にジョヴァンナ・ダ・モンテフェルトロと婚約したジョヴァンニ・デッラ・ローヴェレからなされたか、ジョヴァンニ・デッラ・ローヴェレのためになされたと思われ、その時点でフェデリーコはジョヴァンニをセニガッリアの領主にした。再発見の後、絵画はウルビーノのドゥカーレ宮に運ばれた。
1990年代の修復では、ピエロ・デッラ・フランチェスカの光の高度な処理 に加え、絵画に使用されている油彩と細部描写 (リネン・ガーゼの入った籠、サンゴ、聖母の頭を覆う布など) の両方でフランドル絵画の巨匠からの影響が示された。左側の窓からリアルに差し込む光は、処女懐胎の象徴である。籠の中のリネンは、代わって聖母の純粋さをほのめかしている。一方、幼児キリストが身に着けているネックレスとサンゴのペンダントは聖体の犠牲を暗示している。すべての人物の凝視する視線、思慮深さのある不動性は、同じく聖体の犠牲を示唆している。